# 我不是购物狂
《我不是购物狂》（英語：Rebirth of Shopping Addict）是由芒果影视、国文影业、稻田影视及烈火影业出品，彭学军、罗志刚执导，王阳明、孟子义领衔主演，李俊贤、陈庭妮、路晨、李柄辉、黄鹤立及刘倩文主演的情感复仇剧。剧集于2020年元旦在湖南卫视的《青春进行时》首播，并在芒果TV同步播出剧情主要讲述一名对时尚了如指掌购物狂富家千金高杨一夜之间成为落魄千金兼职场新人，在经历一系列变故后逐渐成长，与一见钟情的对象之间的爱情故事。